# Lonchoptera pipi
Espèce
Lonchoptera pipi est une espèce de diptères de la famille des Lonchopteridae.

## Étymologie
Son nom spécifique, pipi, lui a été donné en l'honneur de P.I. Persson, conservateur de la collection des diptères au Musée suédois d'histoire naturelle pour sa contribution à la constitution d'une large collection à destination des spécialistes.

## Publication originale
- (en + sv) Hugo Andersson, « Eight new species of Lonchoptera from Burma (Dipt., Lonchopteridae) », Entomologisk Tidskrift, vol. 92, nos 3-4,‎ 1971, p. 213-231 (ISSN 0013-886X, OCLC 1030570, lire en ligne).